# Карму-ду-Паранаиба
Карму-ду-Паранаиба (порт. Carmo do Paranaíba) — муниципалитет в Бразилии, входит в штат Минас-Жерайс. Составная часть мезорегиона Триангулу-Минейру-и-Алту-Паранаиба. Входит в экономико-статистический микрорегион Патус-ди-Минас. Население составляет 29 930 человек на 2007 год. Занимает площадь 1307,119 км². Плотность населения — 23,7 чел./км².

## История
Город основан 4 октября 1887 года. 

## География
Климат местности: тропический.